# Calanthe ecarinata
Calanthe ecarinata är en orkidéart som beskrevs av Robert Allen Rolfe och William Botting Hemsley. Calanthe ecarinata ingår i släktet Calanthe och familjen orkidéer. Inga underarter finns listade i Catalogue of Life.